# Trolebuses de Mendoza
Los Trolebuses (popularmente conocidos como "troles") fueron una serie de unidades de transporte público de pasajeros que prestaron servicio en el área metropolitana del Gran Mendoza, Argentina.
Inaugurado el 14 de febrero de 1958, este servicio de transporte cubrió la ciudad de Mendoza y parte de los departamentos de Godoy Cruz, Las Heras y Guaymallén. Dependió de la entonces Empresa Provincial de Transporte de Mendoza (EPTM), actualmente convertida en la Sociedad de Transporte Mendoza (STM).
El sistema se componía de 9 líneas cuyo tendido eléctrico era aéreo por catenaria, conectando sitios tan distantes como Godoy Cruz con Las Heras, y la Terminal de Ómnibus con la Universidad Nacional de Cuyo y el Parque General San Martín.

## Historia
Nació mediante la Ley 825 en el año 1958, con el objetivo de que la ciudad de Mendoza y el Gran Mendoza tuviera como uno de los principales medios de transportes, un sistema eléctrico, el sistema de trolebuses.
El 14 de febrero de 1958, desde la intersección de 9 de julio y Necochea, el doctor Isidoro Bousquet dejaba inaugurado el sistema de trolebuses de Mendoza siendo la línea Parque la primera en iniciar las actividades de la Empresa. La línea número uno hacía el mismo recorrido equivalente a la hasta hace poco actual ”Parque” (calles 9 de julio, Colon, Arístides Villanueva, Boulogne Sur  Mer, Jorge A. Calle, Perú y Godoy Cruz).

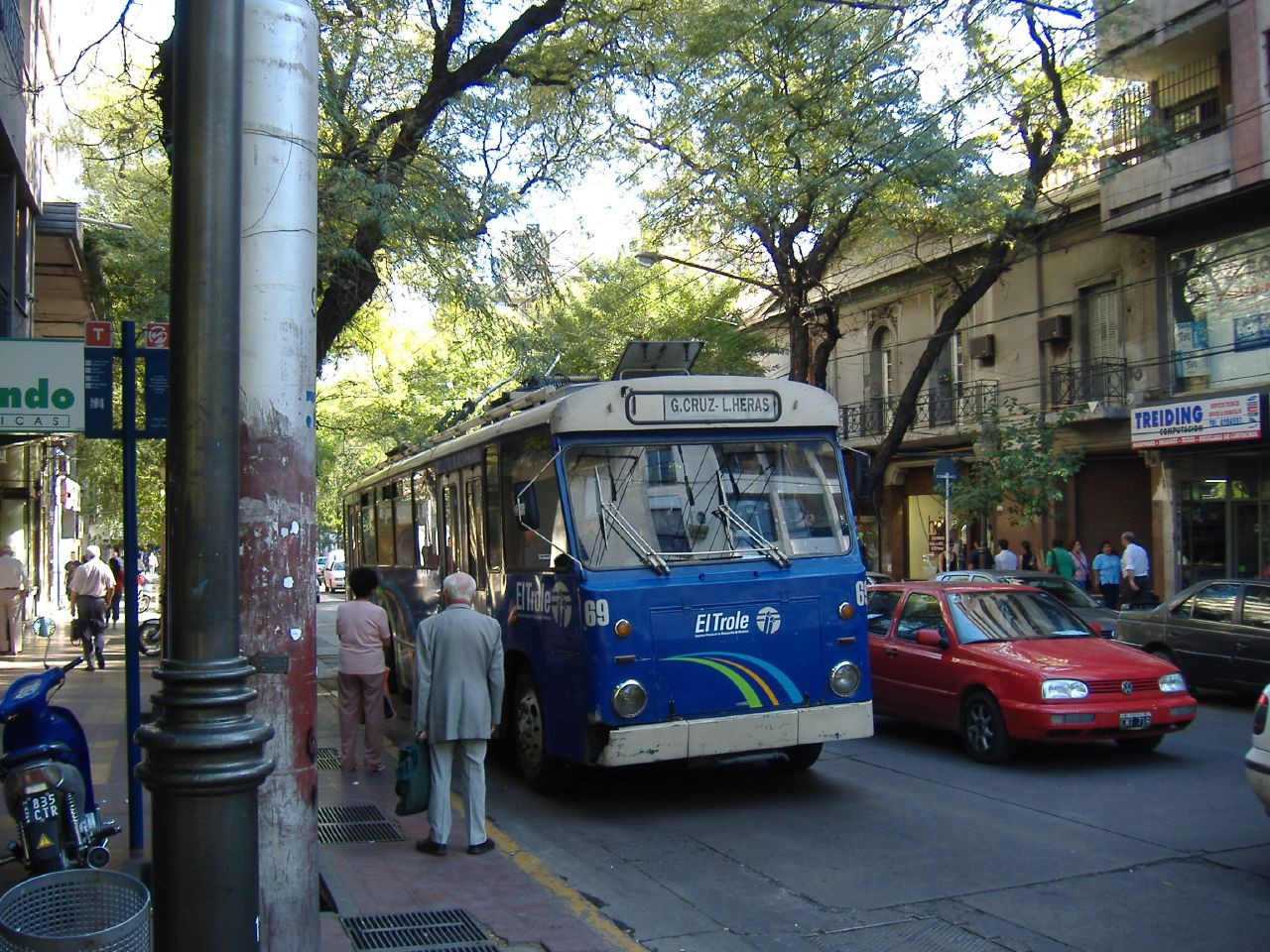
Uno de los trolebuses alemanes, en 2007

El primer antecedente de la era pre-trolebús en Mendoza está registrado en octubre de 1913 en las páginas del Diario Los Andes, dado que el Poder Ejecutivo de la época había autorizado una suerte de tranvía sin rieles operado por la empresa "Argentina Power and Railles Traction Company Limited" que había establecido a modo de ensayo una línea de un solo coche que partía desde la calle Belgrano y seguía por Sarmiento hasta el Cerro de la Gloria. En las páginas de la época del mencionado periódico se decía: "Al efecto, la concesionaria construirá un galpón-depósito en los terrenos de la usina, debiendo costear los gastos de la fuerza motriz y otros que origine el ensayo". Como era de esperarse, el experimento no prosperó y deberían pasar entonces casi cuarenta años más para que los  trolebuses en nuestro suelo pudieran cobrar vida.
En la década del 50' era de vital importancia dado un crecimiento  demográfico imprevisto (112.778 personas se sumaron a la población   local acechados por la etapa de la posguerra) la expansión del sistema de transportes en la provincia, tal es así que se decide copiar el modelo que estaba dando muy buenos resultados en Buenos Aires: Los Trolebuses. Fueron 15 los vehículos que adquirió en 1954 el Ministerio de Transporte de la Nación que tendrían como destino Mendoza y el sistema fue inaugurado en 1957 con las mencionadas unidades Mercedes Benz O6600T de origen alemán que habían sido traídas desde Buenos Aires vía ferrocarril.        
El gobernador era Ernesto Ueltschi, que representaba la UCRI. La habilitación ocurrió luego de una serie de inconvenientes que habían frenado el inicio de la circulación. La ceremonia de inauguración se realizó en la calle 9 de julio, entre Necochea y Gutierrez. Siendo la línea número uno la que diera el puntapié inicial a la historia de nuestros queridos trolebuses. El servicio era alimentado con un cableado que transmitía 600 voltios de corriente continua a toda la extensión ramal. 
La línea número uno hacía el mismo recorrido de la actual línea del ”Parque” (calles 9 de julio, Colon, Arístides Villanueva, Boulogne Sur  Mer, Jorge A. Calle, Perú y Godoy Cruz).
Los trolebuses Nissan / Tokyu Car / Toshiba de industria japonesa, fabricados en 1962 conformaban una partida de 36 unidades nuevas, adquiridas para reemplazar a las Mercedes-Benz / Kiepe Elektrik O 6600T alemanas, que habían sido remitidas por Transportes de Buenos Aires para inaugurar el sistema mendocino en 1957.
En el año 1984, en virtud de un intercambio comercial por vino exportado por la provincia de Mendoza a la Unión de Repúblicas Socialistas Soviéticas, esta última retribuyó con una partida de 17 trolebuses nuevos marca Uritzky, modelo ZIU 682 B. Los trolebuses rusos dieron "aire fresco" a la flota de unidades "Toshiba", que por entonces había sido mermada considerablemente a consecuencia del desgaste del material y de ciertos levantamientos sociales acaecidos a fines de la década de 1960.
Dieciséis trolebuses Uritzky continúan funcionando en el año 2000, por cuanto sus tres lustros en servicio ininterrumpido han sido una inmejorable prueba de la nobleza de estas máquinas cuando reciben el mantenimiento preventivo adecuado. La unidad restante fue incendiada intencionalmente en 1986.        
Debido a la renovación de su flota, en 1988 la Empresa de Transporte de Solingen (República Federal Alemana) vendió a la Empresa Provincial de Transportes de Mendoza un total de 58 trolebuses construidos entre 1971 y 1976 por el consorcio Krupp / Aero / Kiepe Elektrik. Asimismo, la empresa alemana obsequió otras 20 unidades similares ya radiadas de servicio para ser empleadas como fuente de repuestos.

## Últimos años

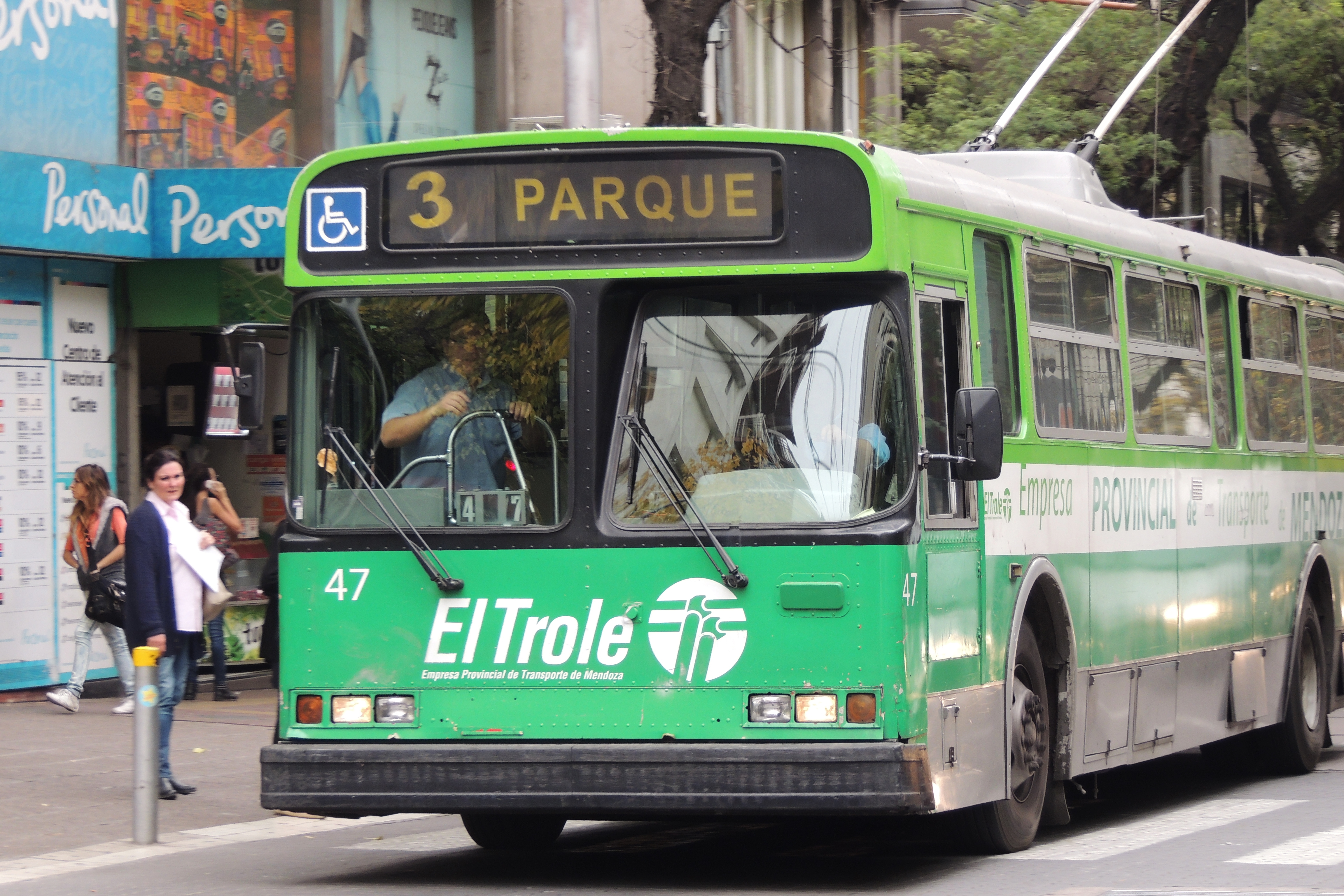
Un trolebús Flyer, ex-Vancouver

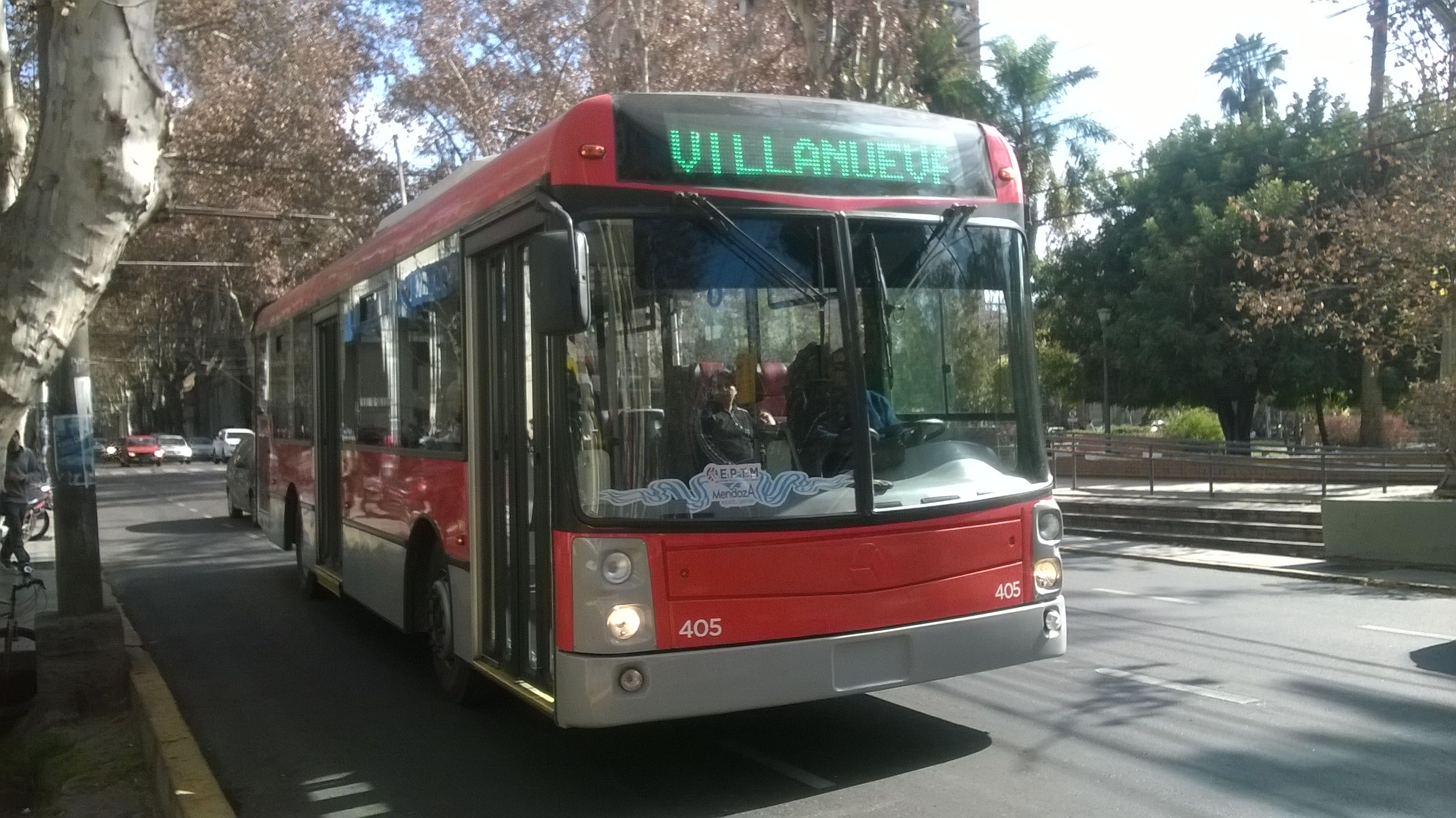
Un trolebús Materfer en 2015

Durante diciembre de 2008 se incorporó paulatinamente una flota de 80 trolebuses usados y una gran variedad de repuestos, provenientes de la ciudad de Vancouver para agregarse a la flota de entonces compuesta por 60 coches, con el objetivo de permitir la mejora del servicio y la extensión de nuevas líneas que hasta ese momento se prestaban con colectivos. 
En mayo de 2009 algunos de los trolebuses Flyer canadienses fueron puestos en funcionamiento y comenzaron a reemplazar a los antiguos trolebuses alemanes, mientras otros estaban siendo sometidos a los ajustes finales para su puesta en circulación.
Así mismo, el gobierno provincial comenzó a ampliar la flota de trolebuses durante 2010 mediante la compra de 10 unidades nuevas a un costo aproximado de cuatro millones de dólares.
A finales del año 2013, se añadieron a la flota unas unidades modelo Águila fabricados por la carrocería cordobesa Materfer, que funcionaron a modo de prueba.
Sin embargo, con la incorporación de vehículos 100% eléctricos y autónomos que no dependían del cableado en altura –catenarias- ni de ir conectados con las dos “antenas” -trolejes o pértigas- para su circulación, se fueron quitando de circulación los icónicos trolebuses de Mendoza. De hecho, en 2016 se remataron 150 troles que estaban en desuso.
Para inicios de 2019, con la implementación del MendoTran, muchos de los recorridos que completaba el extinto trole en Mendoza fueron absorbidos por las distintas líneas. Incluso, algunas de las unidades que se incorporaron para el renovado sistema de transporte también son eléctricas o híbridas –por lo que se mantiene la propuesta ecológica y sustentable-.